# Apatura subalba
Apatura subalba är en fjärilsart som beskrevs av Gustave Arthur Poujade 1885. Apatura subalba ingår i släktet Apatura och familjen praktfjärilar. Inga underarter finns listade i Catalogue of Life.